# Rhipidia (Rhipidia) willistoniana
Rhipidia (Rhipidia) willistoniana is een tweevleugelige uit de familie steltmuggen (Limoniidae). De soort komt voor in het Neotropisch gebied.